# 马里奥·施特歇尔
马里奥·施特歇尔（德語：Mario Stecher，1977年7月17日—），奥地利男子北欧两项运动员。他曾代表奥地利参加1994年、1998年、2002年、2006年、2010年和2014年冬季奥林匹克运动会北欧两项比赛，获得二枚金牌和二枚铜牌。